# Timokten
Timokten (auch Timekten oder Tamekten) ist eine Gemeinde im Bezirk (Daïra) Aoulef in der Provinz Adrar in der algerischen Sahara.